# Omino di burro
L'omino, detto anche il conduttore del carro, meglio noto negli adattamenti come l'omino di burro, è un personaggio immaginario del libro Le avventure di Pinocchio. Storia di un burattino di Carlo Collodi, proprietario del Paese dei balocchi.

## Ruolo nella storia
L'omino debutta nel capitolo XXXI come il cocchiere della carrozza con cui conduce di persona i bambini al paese dei balocchi, trainato da ventiquattro ciuchini, indubbiamente sue precedenti vittime. Viene descritto come un uomo grasso, tenero e untuoso come una palla di burro, dal sorriso gentile e affabile e dotato di una voce gentile e melliflua, tratti che lo aiutano di molto nel fare raccolta di bambini. Durante il capitolo, si dimostra una gentile e cortese persona, nascondendo bene il suo lato malvagio: con molte moine offre a Lucignolo e Pinocchio di seguirlo nel Paese dei Balocchi, apparentemente rispetta la scelta iniziale di Pinocchio di non unirsi ai ragazzini sul carro, quando poi il burattino ci ripensa l'uomo è pronto a cedergli il suo posto in cassetta e farsi a piedi il tragitto, ma Pinocchio ricambia la cortesia scegliendo di montare in groppa ad uno dei somari. Quando l'animale si ribella a questa scelta, dando prima una testata da Pinocchio e poi disarcionandolo, l'omino finge di sussurrargli dolci parole all'orecchio e gli recide così a morsi le sue orecchie. Durante il tragitto, l'omino continua la sua farsa di gentil persona canticchiando delle ninna nanne ai bambini sul carro e rassicurando Pinocchio di non preoccuparsi quando la sua cavalcatura parla e piange. Il giorno seguente, il carro giunge al paese dei balocchi.
Dopo cinque mesi di cuccagna, tra balocchi e divertimenti, Lucignolo e Pinocchio sono affetti dalla "febbre del somaro" e si trasformano in veri e propri somari con tanto di coda e lungo paio di orecchie. Non appena la trasformazione è conclusa, l'omino giunge a prenderli, non tenendo più nascosta la sua vera natura, sfondando a calci la porta dietro la quale i due erano. Una volta strigliati, li conduce subito alla piazza del mercato, dove vende Lucignolo a un contadino di nome Giangio e Pinocchio al direttore di un circo. Successivamente l'autore spiegherà che il mestiere dell'omino è proprio quello di portare i ragazzi svogliati al paese dei balocchi, attendere il momento in cui si trasformano in ciuchini e venderli nelle fiere e nei mercati, mestiere con cui in pochi anni si è arricchito tanto da diventare milionario.

## Altri media

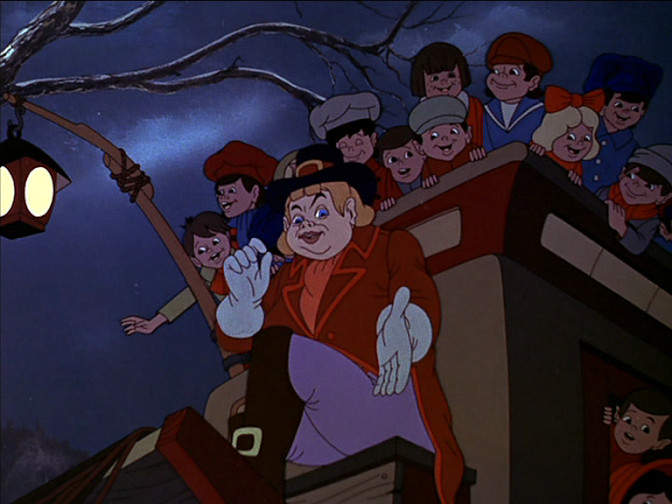
L'Omino di burro in Un burattino di nome Pinocchio.

L'omino mantiene nei vari adattamenti della storia il suo ruolo dal libro, anche se spesso la sua corporatura non è mantenuta e in media più fedeli alla storia si è soliti nominarlo "l'omino di burro" per via del paragone fatto nel libro tra il personaggio e una palla di burro. Alcuni film espandono di più sul suo ruolo implicando si tratti di uno stregone che manipola direttamente la febbre del somaro (o qualsiasi magia causi la trasformazione). Rare sono le volte in cui l'omino è talvolta fuso (o in combutta) ad altri antagonisti della storia e ancora più rare sono le occasioni di vederlo ottenere una punizione.
- Nel primissimo adattamento del 1911, il cocchiere non ha differenze particolari, ma non riesce a vendere Pinocchio, in quanto la fata riesce a invertire la sua trasformazione quando l'omino fa una sosta ad un lago per farlo abbeverare.
- Nel film del 1947 Le avventure di Pinocchio di Giannetto Guardone, è interpretato da Aurelio Valvo e non ha differenze particolari. È il primo adattamento a rinominarlo "L'omino di Burro".[2]
- Nel film animato italiano del 1971 Un burattino di nome Pinocchio di Giuliano Cenci, è doppiato da Gianni Bonagura ed è rappresentato fedelmente.
- Nell'anime del 1972 Le nuove avventure di Pinocchio, a gestire il paese dei balocchi è Clarissa, la Strega dei Papaveri, nemica giurata della Fata della Quercia. Sotto l'aspetto di un'attraente ragazza sugli scii, attira i ragazzacci lontano da occhi indiscreti e apre un portale al paese dei balocchi. Qua, i bambini non diventano somari, ma scoprono che i giochi e le scuole da devastare scompaiono pian piano fino a lasciar spazio a mostri e orrori, lasciando addirittura presumere possa trattarsi dell'Inferno. Quando Pinocchio scopre della vera natura del paese e della sua proprietaria, giunge la Fata della Quercia a salvarlo e farlo uscire, mentre lei si intrattiene in una battaglia contro la sua nemica (presumibilmente uscendone vincitrice).
- Nello sceneggiato TV del 1972 Le avventure di Pinocchio di Luigi Comencini, Riccardo Billi interpreta il cocchiere ed è l'unico adattamento a vederlo maltrattare i suoi somari mordendo le loro orecchie (senza reciderle). Quando la metamorfosi ha inizio, Lucignolo e Pinocchio tentano la fuga, ma come superano la recinzione del paese, completano la loro trasformazione e sono riportati dentro dall'omino che li aspettava all'esterno. Un po' compassionevole, tenta di vendere Pinocchio e Lucignolo insieme, ma per via della cocciutaggine del secondo, il circense non lo acquista.
- Nell'anime Pinocchio del 1976, l'omino non ha differenze dalla versione del libro, tranne che non è visto maltrattare i suoi somari.
- Nel film animato del 1987 I sogni di Pinocchio, un seguito della storia, l'Imperatore della Notte ricalca molto il ruolo dell'omino: la sua barca a lui nominata ha un mondo al suo interno dove i bambini da lui catturati si divertono a bighellonare e affogare nel peccato e nell'alcool. L'imperatore assume prima le sembianze di un gondoliere quando Pinocchio entra nella nave, poi di un direttore di un circo quando si perde nelle sue malie e infine rivela la sua reale forma di demone dalle quattro mani separate dal suo corpo. Il suo obiettivo è di schiacciare le fate sue nemiche estirpando la libertà ai loro protetti, trasformandoli in marionette inanimate. Pinocchio aveva già subito questo destino per mano di un suo sottoposto, Pupazzettino, ma la sua fata lo aveva liberato. Quando Pinocchio tiene testa all'Imperatore, questi si rivela colpito dal suo forte spirito e si offre di lasciarlo andare con tutto ciò che vuole e Pinocchio domanda la libertà dei suoi amici, di una delle marionette e il cofanetto di suo padre entrato in possesso dell'Imperatore. Quando però poi l'Imperatore gli rivela che ha in ostaggio suo padre, Pinocchio offre la sua libertà per salvarlo, ma quando l'Imperatore rivela (a metà della trasformazione) che non manterrà la sua parola, Pinocchio si ribella e la magia della sua fata si irradia tanto da ferirlo e infine abbatterlo, liberando così tutte le sue vittime e riportandolo al suo stato di bambino.
- Nel film diretto da Diane Eskenazi del 1992, l'omino di burro non ha differenze dal libro.
- Nel film del 1996 Le straordinarie avventure di Pinocchio, Mangiafoco, l'omino di burro e il Pesce-cane sono fusi insieme in un unico personaggio: Lorenzini, interpretato da Udo Kier. Si tratta di un ricco e losco burattinaio che in segreto gestisce Terra Magica, un nascosto parco dei divertimenti dove trasforma i bambini in asini da vendere grazie all'acqua magica di una fonte che trasforma chi la beve nell'animale che meglio rappresenta. A causa di alcuni eventi, Pinocchio esce semi-incolume dalla trasformazione e libera i somari per poi cercare di avvisare i bambini del pericolo. Lorenzini lo sminuisce e così il somaro Lucignolo lo calcia nella fonte, rivelando dei suoi effetti quando l'uomo inizia a mutare in una balena, scappando in un fiume e da lì in mare, dove da lì a poco inghiottirà prima Geppetto e poi Pinocchio.
  - Nel seguito del 1999 Il mondo è magia - Le nuove avventure di Pinocchio, Lorenzini (sempre interpretato da Udo Kier) è riuscito a tornare normale, ma è ancora ferito dal loro ultimo incontro e, sotto le vesti di Madame Flambeau, sua moglie, diventa la direttrice di un circo di fenomeni e usa l'acqua di Terra Magica lavorandola in un unguento che cura la gente da ogni affanno. Notando però Pinocchio e Lucignolo tra il pubblico, propina a loro acqua non lavorata per trasformarli rispettivamente in burattino e un asinello marino, ma Pinocchio da la sua pozione ad un ammalato Geppetto e quando Flambeau viene a prelevarlo, rapisce i due rivelando la sua identità. Mentre Geppetto diventa l'attrazione principale, Pinocchio fa da inserviente per assicurarsi che al padre e a Lucignolo non venga fatto male, accettando anche di ritornare burattino per aumentare gli incassi. Pinocchio e Pepe, però, fuggono con Lucignolo per trovare la fonte originale, essendo in grado di portare la gente al loro stato originale. Lorenzini lo insegue e, trovata la fonte, si ci butta per guarire dalla ferita procuratagli. Ma Lorenzini ne esce con le fattezze di orripilante mostro mezzo anfibio e mezzo uomo e viene ingabbiato nel suo stesso circo. A fine film però riesce a liberarsi e scappare via.
- Nel film del 2002 Pinocchio di Roberto Benigni, Luis Molteni interpreta l'omino e, mentre nel romanzo si presume che il personaggio mantenga segreto ai suoi clienti su come si procuri i somari, questa versione mostra ai compratori il processo dal vivo, ridendo con loro della sventura dei ragazzi.
- In Pinocchio - Il grande musical del 2003, l'omino non ha brani, partecipando solo per un verso nella canzone Nel paese dei balocchi. È l'autista di un pulmino con cui porta i bambini al paese dei balocchi, qui una scuola senza le attività scolastiche. Dopo molti mesi, Pinocchio tenta di andarsene, ma è fermato dal proprietario e la trasformazione prende effetto sui ragazzi e il burattino, che poi esibisce al circo, ricoprendo così il ruolo del direttore del circo (motivo per cui segue più l'aspetto di quest'ultimo che quello obeso dell'omino). Quando Pinocchio si azzoppa e Lucignolo rompe le righe per aiutarlo, li vende crudelmente a due uomini che hanno intenzione di ucciderli, ma miracolosamente i due ragazzi ne usciranno sani e salvi. Dalla seconda edizione del musical, l'attore che interpreta l'omino interpreta anche Mangiafuoco.
- In Pinocchio 3000, il personaggio di Scamboli è basato sia su Mangiafuoco che sull'omino di burro. È un generoso sindaco progressista ma megalomane, odia la natura e i bambini, ma ironia vuole che ha una figlia dal pollice verde (a cui però vuole molto bene) di nome Marlène. È seguendo il suo coniglio che crea Scamboland per tenere distratti i bambini come lei dal sabotare i suoi robot. Non ha in simpatica Geppetto per i guai che gli ha causato in passato (incluso il rovinare l'inaugurazione di Scamboland) e quando conosce Pinocchio, lo fa suo amico per renderlo la nuova mascotte di Scamboland e, usando le sue parole, manomette un'attrazione per trasformare i bambini (e più tardi il catturato Geppetto) in robot. Pinocchio e Marlène riescono però a sconfiggerlo e farlo passare per la stessa attrazione e, nei crediti, si scopre che, a lezione imparata, è stato riportato alla normalità e ha imparato ad amare la natura.
- Nel film animato del 2007 Bentornato Pinocchio, un seguito della storia, è l'antagonista principale del film. Ha al suo soldo un robot e uno zombi di nome Robot e Arlecchino, poi assume il Gatto e la Volpe per aiutarli a vendicarsi di Pinocchio in cambio di una mano a rapire Babbo Natale e rendere così il paese dei balocchi l'unico posto dove questo Natale i bambini troveranno gioia. Nonostante i trascorsi con lui, Pinocchio casca di nuovo al suo invito di tornare nel paese dei balocchi, finendo col ritornare un somaro ma, al mercato, con l'aiuto del suo cane Winner, riesce a stendere l'omino e scappare. Più tardi, con l'aiuto di Winner, il Grillo Parlante e la Fata Turchina riesce a salvare Babbo Natale e i suoi elfi e, nella fuga sulla slitta di Babbo Natale, le renne disarcionano l'Omino e i suoi scagnozzi e, precipitando, sono salvati e puniti dalla fata: Gatto, Volpe, Robot e Arlecchino sono tramutati in asini e l'omino in un blocco di burro che viene poi trovato dai paesani con cui cucineranno il pesce per il banchetto di natale.
- Nella miniserie del 2009, come nel musical, l'omino copre anche il ruolo del direttore del circo e ha quindi più il suo aspetto che quello del cocchiere. Sfrutta Pinocchio nel circo solo perché è l'unico che non è riuscito a vendere e lo rivende ad un tamburino quando si azzoppa.
- Nel film animato del 2012, l'omino di burro guida un battello a vapore e, come nel romanzo, è molto affabile e gentile, ma quando porta i bambini a dormire dopo che si sono divertiti, per un attimo lascia trapelare la sua cattiveria quando rifiuta di dare un cioccolatino a Pinocchio, per poi correggersi all'istante promettendogliene uno per domani. In questa versione, più battelli portano i bambini all'isola dei balocchi e i capitani sono pagati ad ogni carico che portano, di conseguenza l'omino in questo film non è il capo del posto, e tutti coloro che manovrano l'isola sembrano essere sullo stesso livello. Inoltre i somari non sembrano essere venduti, ma sono usati per muovere e alimentare i macchinari delle attrazioni dell'isola. L'omino è doppiato da Nanni Baldini.[5]
- Nella miniserie tedesca del 2013, Axel Neumann interpreta il cocchiere, con un aspetto molto diverso, simile ad un vagabondo. Pinocchio e i suoi amici Sofia e Luca, incappano nella sua carrozza a inizio storia, dove il cocchiere gli parla delle bellezze del paese dei balocchi, ma poi i bambini scappano via perché inseguiti da una folla inferocita. Dopo essere stato derubato dal Gatto e la Volpe, Pinocchio incrocia di nuovo la via della carrozza, dove a bordo ci trova Sofia e Luca (scappati dalle crudele punizioni del padre) e il teppista locale Lucignolo e, convinto da loro e ignorando i consigli della grillina Coco, sale a bordo. La mattina seguente, il cocchiere trasforma i bambini in asini con la sua frusta magica e li vende al mercato. Essendo indebitato con il direttore del circo, dato che l'ultimo somaro acquistato è morto prematuramente, l'omino gli regala Pinocchio, Sofia e Luca, ma essendo testardi, il direttore non riesce ad addestrarli e li vende ad un macellaio, ma con l'intervento della fata, i ragazzi scappano e sono poi riportati alla normalità e il macellaio si riprende i soldi. Il direttore, allora, se la prende di nuovo con l'omino e gli ordina di riportargli i tre somari o gliela farà pagare. Verso la fine della miniserie, mentre Mastro Antonio, Anna, Sofia e Luca attendono il ritorno di Pinocchio e Geppetto dal mare, l'omino arriva alla spiaggia e si sorprende nel vedere i due bambini in forma umana e tenta di rapirli, Antonio lo ferma e Sofia spezza la sua frusta, riportando alla normalità tutte le sue vittime, mettendo fine alla sua carriera criminale.
- Nel film del 2019 Pinocchio di Matteo Garrone, Nino Scardina interpreta fedelmente l'omino di burro, con l'esclusione di visiva violenza sui suoi animali.
- Nell'adattamento in stop motion del 2022 di Guillermo del Toro, a prendere le veci dell'Omino è il Podestà del villaggio e il padre di Lucignolo. Inizialmente un allegro fabbro, durante l'ascesa di Benito Mussolini diventa un rigido e severo soldato delegato e fedele al Duce. Quando Pinocchio si presenta alla città, il Podestà (assieme al figlio e il prete locale), giunge a casa di Geppetto a redarguirlo per il comportamento troppo libero e disobbediente della marionetta, ordinandogli di mandarlo a scuola. Il giorno dopo, sarà colui che lo informerà che non c'è mai andato e quando Geppetto lo ritrova al circo di Conte Volpe, nella discussione che segue tra i due uomini, Pinocchio cade per strada e viene investito dal Podestà, morendo sul colpo. Poco dopo, Pinocchio resuscita e, a tale visione, il Podestà ordina subito che Pinocchio venga arruolato nella milizia giovanile per farne un super soldato, il che fa arrabbiare Geppetto che disprezza la guerra. Pinocchio allora decide di scappare dall'arruolamento unendosi a Conte Volpe (così anche da ripagare i debiti che il padre ha con questi). Tuttavia, il Podestà e Lucignolo (che è stato intanto arruolato) rincontrano Pinocchio in Catania mentre si esibisce per il Duce, esibizione che Pinocchio manda a monte per vendicarsi di Volpe, venendo fucilato dalla guardia di Mussolini. Il Podestà allora lo preleva e quando Pinocchio resuscita è già arrivato ad un campo dell'Opera nazionale Balilla. Mentre Podestà addestra i ragazzi nella guerra e nell'essere spietati tramite il paintball, i bambini lo prendono come un gioco e, furibondo, il Podestà mira a indurirli obbligando Lucignolo a sparare a Pinocchio con un'arma vera, ma questi si ribella e tiene testa al padre. Il campo viene intanto attaccato dagli aerei delle Forze Alleate, ma incurante, Podestà continua a forzare il figlio a eseguire il suo ordine, ma Lucignolo e Pinocchio lo spingono contro una rete e subito dopo una bomba gli piomba addosso, uccidendolo.
- In Pinocchio Musical l'Omino è rappresentato fedelmente e copre anche il ruolo del direttore del circo, tenendo Pinocchio per il suo circo. Quando Pinocchio si azzoppa, lo fa gettare in mare per poi scuoiarlo, ma anziché restare e attendere come il tamburino, decide di tornare più tardi a prelevarlo, incurante che la tempesta in arrivo possa portarlo via.
- Il manga Pinocchio, scritto da Osamu Tezuka, mischia il film Disney col libro originale e molti dei personaggi mantengono l'aspetto e il carattere Disneyiano, ma l'omino non è tra essi, sfoggiando un cilindro, baffetti e pizzetto. Ha lo stesso ruolo che ha nel film, meno la sua complicità con Gatto e Volpe: raccatta i bambini svogliati, li conduce all'Isola dei Balocchi e, dopo aver smistato le vittime tra i trasformati e quelli non ancora del tutto, viene visto venderle al mercato, per poi sparire dalla scena. I suoi scagnozzi, da ombrose creature sono ora dei pirati somali.[6]
- In Turchina, fumetto biografico di Giovanna Ragionieri (colei che ispirò a Collodi la figura della fata), un grasso cocchiere che porta Giovanna e Carlo alla fiera del paese diventa l'ispirazione per il personaggio.[7]
- In Pinocchio, il colore della notte, che narra la storia del libro dal punto di vista della Fata, l'omino è uno dei servitori dell'Ombra della Coniglia (la Morte) assieme all'oste dell'Osteria del Gambero Rosso e la bambina dai capelli turchini. I servitori hanno il compito di aiutare i conigli neri a riempire le loro bare e l'omino offre il suo contributo trasformando i bambini in somari che, eventualmente, moriranno per mano di crudeli padroni o dal troppo lavoro: difatti, il fumetto apre con lui che offre uno dei somari della sua carrozza ai conigli dopo che questi ha tirato le cuoia dalla fatica. Dopo che la fata (che si è ribellata alla Coniglia) ritrova Pinocchio al circo, rintraccia l'omino di burro camuffandosi da capretta, ma l'uomo la scopre per il suo colore, per poi venire ucciso dai capelli prensili della bambina. L'omino ride, dicendole che è ancora intrappolata nel sogno (un modo per dire che, per quanto sveglia e al sicuro dal potere onirico della Coniglia, essa ha ancora potere su di lei), per poi spirare. Non è poi dato sapere che ne sarà del paese dei balocchi o dei bambini che lo stanno occupando dopo la sua morte.[8]
- In Lies of P, il ruolo dell'Omino spetta all'antagonista principale: Simon Manus, leader degli Alchimisti che avevano il compito di trovare una cura al Morbo Pietrificante, che trasforma gli uomini in mostri, ma Manus convinse il suo gruppo a usarlo a loro vantaggio e vedere come gli umani si evolvano in questo stato, mentre loro useranno l'Ergo per diventare ancora più potenti. Nella battaglia finale, Simon usa l'Ergo per diventare un mostro (che, associato anche al suo sottomarino a forma di squalo, potrebbe renderlo anche la controparte del Pesce-cane).
- In varie serie animate e televisive sulle fiabe, compare spesso il Paese dei balocchi, ma l'Omino di burro non è sempre assicurato.
  - Le allegre avventure di Scooby-Doo e i suoi amici: nell'episodio "Scoobynocchio", addormentatosi durante la visione del film di Pinocchio, Scooby sogna che, uscendo dal cinema, l'omino gli venda dei biglietti per il paese dei balocchi dove ci porta Shaggy e Scrappy. Quando ai tre spuntano le orecchie da somaro dopo essersi divertiti, Shaggy realizza cosa sta succedendo e tentano la fuga, ma per via del suo lungo naso da bugiardo, Scooby è catturato dall'uomo, ma proprio allora si risveglia, scoprendo di essere ancora nel cinema, ma uscendo il suo sogno diventa realtà quando lo stesso omino gli offre dei biglietti, facendolo scappare via dalla paura. In questa versione l'omino ha il classico aspetto di un cattivo medio dei cartoni di Scooby-Doo, (alto, magro, naso aquilino, mento sporgente, sguardo losco, cilindro e impermeabile dal colletto grosso) piuttosto che rassomigliare a qualche specifica versione del personaggio (specie considerando che il paese ha il nome inglese che ha nel film Disney: Pleasure Island).
  - Le più belle favole del mondo: l'omino ha il suo solito ruolo. Prendendo anche il ruolo della marmotta, è colui che spiega a Pinocchio e Lucignolo del perché si stanno trasformando.
  - Nel regno delle fiabe: lo zingaro burattinaio che già interpreta Mangiafuoco, copre anche il ruolo dell'omino: dopo che i suoi due complici (controparti del Gatto e la Volpe) gli riportano Pinocchio alla sua carrozza, lo zingaro attiva una maledizione che lo trasformerà in somaro da vendere a peso d'oro per la sua natura di legno. Quando però la Fata lo fa fuggire, lo zingaro trasforma i suoi due complici in asini per guadagnare quanto po' da quello che ha perso con Pinocchio.
  - Le fiabe più belle: l'omino di burro, come nel film Disney, assume il Gatto e la Volpe per portargli bambini, stavolta in qualità di cocchieri, ed è visto smistare i bambini completamente trasformati da quelli ancora a metà trasformazione, spronando Pinocchio a fuggire. Ha un normale aspetto massiccio, ma non grasso.
  - Happily Ever After: Fairy Tales for Every Child: Mangiafoco e l'Omino di burro sono fusi insieme nel personaggio del Rapace, un malvagio uomo completamente verde che gestisce di giorno un teatro a bordo di una nave e di notte l'isola dei balocchi. Come nella versione Disney, quando Gatto e Volpe gli portano Pinocchio, ottiene un grande successo e lo tiene chiuso in gabbia e si stupisce poi nel vederlo al paese dei balocchi più tardi, ma come nella versione Disney, Pinocchio si limita a fuggirgli e non viene punito per le sue azioni.
  - Tre gemelle e una strega: la Strega Annoiata, nei suoi tentativi di sviare Pinocchio, si traveste da autista dello scuolabus e, raggiunta la scuola, menziona che chi rimane a bordo sarà portato al paese dei balocchi e Pinocchio resta a bordo. Il proprietario, dall'aspetto magro, pelato e dai baffi arricciati, ha un brano musicale in cui spiega come è diventato ricco sfondato mentre i bambini si trasformano in somari, per poi portarli su una nave da carico per venderli oltremare. Alla vista di ciò, la Strega si pente di averlo aiutato e darà una mano Pinocchio a fuggire dalla nave e salvare il padre e le gemelle dalla Balena.
  - Colorado - 'Sto classico: nell'episodio di Pinocchio, il personaggio dell'omino è assente. Il personaggio dal ruolo più vicino è il DJ del paese dei balocchi, qua rappresentato come una specie di discoteca.
  - Simsalagrimm: sebbene presente il paese dei balocchi (qua un'isola), non sembra essere governato da nessuno: a invitare i bambini a giocare sono un soldatino meccanico, un orsacchiotto e una bambola di porcellana di dimensioni umane. Quando Pinocchio si trasforma, i tre ridono della sua sventura e sembra essere tutto ciò che fanno, in quanto quando arrivati sull'isola, Pinocchio e Yoyo vedono le precedenti vittime semplicemente vagare tristi sulla spiaggia.

### Versione Disney
(Postiglione, Pinocchio)

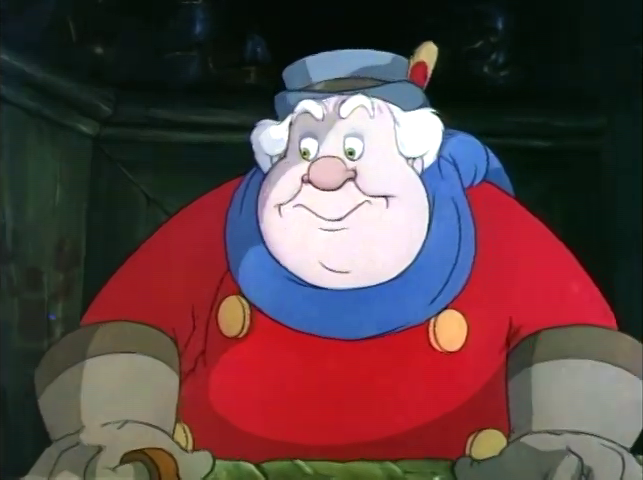
Il Postiglione nella versione Disney.

- L'Omino di burro, terzo antagonista del film Disney Pinocchio del 1940, viene chiamato semplicemente il "Postiglione" (secondo almeno un libro il suo nome sarebbe Barker[9]). Il Gatto e la Volpe lo incontrano all'Osteria dell'Aragosta Rossa parlando dei loro imbrogli ed egli, in cambio di una grossa paga, propone a loro di portare a lui dei bambini svogliati da portare al Paese dei balocchi, un nome che incute timore nei due malandrini. Più tardi, lo si vede guidare la carrozza e aprire le porte del suo paese ai monelli, ordinando poi ai suoi seguaci di chiuderle e preparare le gabbie. Mentre Pinocchio e Lucignolo, non ancora affetti, si divertono nel desolato paese, Grillo, nel tentativo di andarsene, trova al molo il Postiglione e i suoi bestiali aiutanti caricare gabbie con somari da vendere al circo e alle miniere di sale, con il Postiglione che di persona controlla che abbiano perso la voce umana e li spoglia degli abiti che hanno ancora addosso, tenendo da parte in un recinto chi ancora parla, ma non si sa per fare a loro cosa. Molti elementi lasciano intuire che il Postiglione non sia affatto umano: ha quattro dita per mano, al contrario del resto degli umani nella pellicola; i suoi aiutanti (come meglio visto nel remake e nel videogioco) sono dei mostri di fumo nero; il modo in cui la sua faccia muta in un nefasto e orribile ghigno; e infine le istruzioni che dà a Volpe su dove portargli i bambini ossia "a mezzanotte al crocevia" (che secondo le leggende è il luogo e il tempo in cui puoi incappare nel Diavolo).[10] Nel film, condivide lo stesso doppiatore inglese di Mangiafuoco, Charles Judels, che dà al Postiglione un accento cockney.
  - In una scena tagliata, secondo il libro Mouse Under Glass, il Postiglione si accorge della fuga di Pinocchio e assume di nuovo il Gatto e la Volpe per riprenderlo, ma i due vengono fermati e arrestati da un carabiniere.[11] In alcune versioni a fumetti o a libro del film, invece, il Postiglione tenta di fermare Pinocchio e il Grillo (e talvolta Lucignolo, catturandolo) dallo scappare.[12][13]
- Nel videogioco ostacola la fuga di Pinocchio dal paese dei balocchi e viene calciato giù dalla scogliera, ottenendo una ben meritata punizione.
- Nel film Geppetto, il proprietario del Paese dei Balocchi è interpretato da Usher, cambiandolo in maniera radicale dal punto di vista fisico. Nonostante Geppetto scopra il suo piano, riesce a farla franca, sfuggendo alla sua punizione. Assieme alla sua troupe, canta il brano Pleasure Island.
- Il Postiglione appare una volta in lontananza anche nella serie televisiva House of Mouse - Il Topoclub come cliente del locale.
- Nella serie di libri di Descendants, il Postiglione ha ottenuto la sua punizione e, dopo aver ritrovato tutte le sue vittime e le ha riportate alla normalità, è stato esiliato sull'Isola degli Sperduti, dove è diventato tassista.[14]
- In C'era una volta, sebbene compaia il paese dei balocchi, sono visti solo un paio di inservienti truccati da clown che offrono la birra ai presenti e tentano (senza successo) di impedire a James e Robert di andarsene, forse spaventati dall'arrivo di Re George.
- Nel remake del 2022, è interpretato da Luke Evans. Ha un aspetto più giovane e malandato dell'originale (denti storti e barba incolta), ha una propria canzone (Gioca!) e, similmente al videogioco, insegue Pinocchio quando tenta la fuga, credendolo poi morto quando si tuffa dalla scogliera. In questo film è inoltre un ricercato, motivo per cui opera a notte fonda e non si ferma a prelevare i bambini, issandoli sul carro con dei retini.
- Nel libro A Twisted Tale - La Stella dei Desideri, Postiglione è un normale umano al soldo delle malvagie fate note come Senza Cuore. Vissuto nella grande città come rapitore di bambini che vendeva al mercato nero, viene assoldato dai Senza Cuore per dirigere il Paese dei Balocchi affinché la scomparsa dei bambini causi più disperazione nel mondo e quindi più potere per loro (si scopre inoltre che i suoi lacchè sono ciò che rimane delle vittime dei Senza Cuore). Quando i Senza Cuore sono alfine fermati, tutti i loro aiutanti mortali sono puniti con degli incubi che li fanno pentire della loro cattiveria. Postiglione è però talmente malvagio che l'incubo non ha alcun effetto su di lui e viene quindi deciso che passi il resto della vita come un asino, mentre il resto dei bambini sono riportati alla normalità.[15]
- Lo spaventoso ghigno del personaggio ha ispirato nel videogioco Cuphead alcune espressioni dei boss Re Dado, Pinzimonio Salieri e Baronessa Von Bon Bon (quest'ultima solo nel cartone).[16]